# Formazioni autonome militari

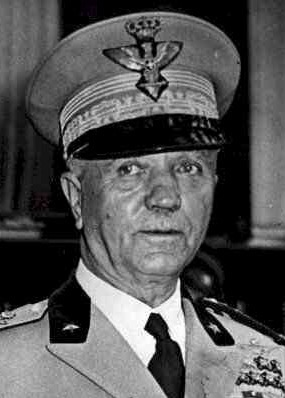
Il maresciallo d'Italia e presidente del consiglio Pietro Badoglio, da cui il soprannome di partigiani badogliani

Le Formazioni Autonome Militari (indicate anche come partigiani badogliani o partigiani azzurri, dal colore del fazzoletto che molti di loro portavano al collo) furono delle formazioni di partigiani che operarono nella Resistenza italiana che facevano riferimento al Regno del Sud e che non furono espressione dei partiti antifascisti riuniti nel Comitato di Liberazione Nazionale (da cui la denominazione di autonome).

## Il riferimento a Badoglio
Sebbene il termine "badogliani", in riferimento al governo del Regno del Sud guidato dal Maresciallo d'Italia Pietro Badoglio, fosse utilizzato come insulto sia dai fascisti della Repubblica Sociale Italiana che dalla componente di sinistra della Resistenza, fu comunque utilizzato dai partigiani che militavano in queste formazioni (che preferivano i termini azzurri o autonomi), come testimonia il romanzo Una questione privata di Beppe Fenoglio, in parte ispirato (come il successivo Il partigiano Johnny, il precedente Primavera di bellezza e i racconti de I ventitré giorni della città di Alba) all'esperienza di partigiano azzurro dell'autore:
(Il protagonista Milton al milite della RSI suo prigioniero)

## Attività
Questi reparti vennero formati in gran parte, almeno all'inizio, da militari del Regio esercito rientrati dalla Russia, rimpatriati dal sud della Francia dopo la disgregazione della 4ª Armata nel settembre 1943 o che si opposero con le armi al disarmo delle loro unità da parte dei tedeschi, fedeli al governo del neo costituito Regno del Sud. La prima formazione a costituirsi in settembre, fu nel cuneese la "banda autonoma” guidata dal tenente Ignazio Vian.
Al loro interno l'organizzazione era di tipo militare, con gradi e formalità rituali; i comandanti di queste formazioni erano ufficiali dell'esercito i quali rivendicavano la loro apartiticità, tendenzialmente comunque più vicini alle forze politiche moderate. Sotto la guida di questi comandanti la lotta armata si configurò in modo nuovo: vennero costituiti piccoli gruppi combattenti e si stabilirono nelle retrovie dei luoghi sicuri, i cosiddetti "presidii" (celebre quello di Mango, piccolo paese presente nei romanzi resistenziali di Fenoglio), dove riorganizzarsi, trovare rifugio, curare i feriti.

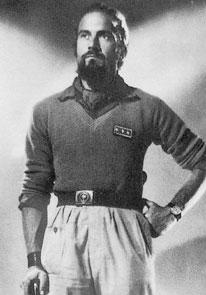
Piero Balbo

Tra le azioni più importanti compiute dalle formazioni degli azzurri, vi furono la liberazione delle Langhe e la partecipazione alla liberazione di zone dell'alta Liguria come la Val Bormida, nonché di Savona.
Nella seconda parte della guerra di liberazione italiana, anche le formazioni azzurre vennero integrate nel Corpo Volontari della Libertà, la forza armata composta da tutti i gruppi partigiani e riconosciuta da Alleati, governo e CLN, sotto il comando del generale Raffaele Cadorna, e dove erano rappresentate nel comando generale da Mario Argenton.

## Composizione

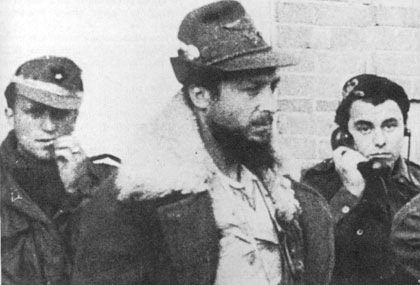
Enrico Martini Mauri

Una delle loro maggiori formazioni fu il 1º Gruppo Divisioni Alpine, operante in Piemonte al comando del maggiore degli alpini Enrico Martini detto Mauri (a capo della I Divisione Autonoma Langhe). Vi furono poi altri reparti, come quelli comandati da Maggiorino Marcellin, Piero Balbo (comandante della II Divisione Autonoma Langhe, facente parte del gruppo delle Divisioni Alpine di Mauri), il Gruppo "Cinque Giornate" del colonnello Carlo Croce o l'Organizzazione Franchi fondata da Edgardo Sogno. Particolarmente importante a Roma fu l'attività del Fronte militare clandestino organizzato dal colonnello Giuseppe Cordero Lanza di Montezemolo.

### Reparti
- 1º Gruppo Divisioni Alpine
- 1ª Divisione Langhe, comandante Enrico Martini
  - Brigata Castellino,
  - Brigata Mondovì,
  - Brigata Langhe ovest,
  - Brigata Pedaggera;
- 2ª Divisione Langhe, comandante Piero Balbo
  - Brigata Belbo,
  - Brigata Bormida
  - Brigata Asti.
- 4ª divisione Alpi
  - Brigata Val Casotto
  - Brigata Val Mongia
  - Brigata Val Tanaro
- Divisione Alpina Monte Ortigara, comandante Giacomo Chilesotti
- Divisione Pasubio, comandante Giuseppe Marozin
- Organizzazione Franchi, comandante Edgardo Sogno
- Fronte militare clandestino, comandante Giuseppe Cordero Lanza di Montezemolo
- Brigata Bra
- Brigata Amendola
- Brigata Alba
- Brigata Canale
- Divisione "Eugenio Fumagalli" (ex Gruppo Bacchetta), comandante Giuseppe Dotta
- Gruppo Cinque Giornate, comandante Carlo Croce

## L'ideologia
Tali formazioni, composte essenzialmente da ufficiali e militari del Regio Esercito sfuggiti alla cattura da parte tedesca l'8 settembre 1943, si distinguevano per la fedeltà al governo del Regno del Sud e agli Alleati (alcuni autonomi furono tra i pochi ad obbedire al proclama Alexander, che prevedeva lo sbandamento temporaneo nell'inverno 1944), mentre agirono quasi sempre in maniera indipendente rispetto al CLN. Non avevano riferimenti ideologici ufficiali, sebbene fossero in maggioranza di fede monarchica, di destra, cattolici e liberali, sostanzialmente uniti dall'antifascismo e da un netto rifiuto del comunismo. Per quest'ultima caratteristica erano guardati con diffidenza dal Partito Comunista Italiano, che li riteneva manovrati «dagli industriali». Questi reparti non avevano quindi la figura del commissario politico.
Nel novembre 1944, il comandante delle Brigate Garibaldi Luigi Longo li accusò di essere impegnati in «manovre reazionarie, disgregatrici, antiunitarie e antipatriottiche», parlando di «alcuni comandanti [di formazioni partigiane] che se ne fregano delle direttive politiche e militari del Cln, anche se qualche volta affermano di riconoscerne l'autorità», i quali avrebbero aspirato «ad essere i Mihajlovic italiani» (in riferimento al comandante dei cetnici – partigiani jugoslavi monarchici e anticomunisti – Draža Mihailović), e minacciò di far subire loro «la stessa sorte del loro campione jugoslavo».
La diffidenza reciproca tra i due gruppi era notevole, nonostante episodi di collaborazione tra garibaldini e autonomi, forzata dagli eventi e tenuta insieme solo dall'antifascismo e dalla lotta contro i tedeschi, come avvenne durante la breve esperienza della Repubblica partigiana di Alba.